# Chung Hoon
Chung Hoon, född den 29 april 1969, är en sydkoreansk judoutövare.
Han tog OS-brons i herrarnas lättvikt i samband med de olympiska judotävlingarna 1992 i Barcelona.